# Ходжахурасан
Ходжахурасан (узб. Xo’jaxuroson, Хўжахуросон) — міське селище в Узбекистані, в Шахрисабзькому районі Кашкадар'їнської області.
Статус міського селища з 2009 року.